# Veliki Chagos
Veliki Chagos (eng. Great Chagos Bank), u otočju Chagos, oko 500 km južno od Maldiva, najveća je atolska struktura na svijetu, s ukupnom površinom od 12,642 km2. Atolom upravlja Ujedinjeno Kraljevstvo preko Britanskog indijskooceanskog teritorija (BIOT).

## Otoci
Unatoč svojoj golemoj veličini, Veliki Chagos uglavnom je podmorska struktura. Postoje samo četiri grebena iznad površine mora, uglavnom smještena na zapadnom rubu atola, osim usamljenog otoka Nelsons, koji leži potpuno izoliran u sredini sjevernog ruba. Ovi grebeni imaju osam pojedinačnih niskih i pješčanih otoka, s ukupnom kopnenom površinom od oko 5.62km2. Svi otoci i njihove okolne vode su Strogi rezervat prirode od 1998. Ukupna dužina istočnog i južnog prostora obale, kao i grebeni u njenom središnjem dijelu potpuno su potopljeni.
Otoci Velikog Chagosa, počevši u smjeru kazaljke na satu s juga, su:
- Otok Danger (malo više od 2 km dug od sjevera prema jugu, za 1 km širok, kopnena površina 0.66 km2, obrastao palmama visokim do 12 m.
- Otočje Eagle
  - Île Aigle (obratao visokim kokosovim drvećem, površina zemlje 2.45 km 2
  - Otok morskih krava (fra. Île Vache Marine), obrastao drvećem, površine 18 hektara.
- Tri brata (fra. Trois Frères) i Resurgent Islands, obrasli visokim stablima kokosa, površine 0.4 km2.
  - Južni otok (fra. Île du Sud, najveći u skupini), 23 ha
  - Srednji otok (fra. Île du Milieu), 8 ha
  - Otok Resurgent (bez vegetacije), 1 ha
  - Sjeverni otok (fra. Île du Nord), 6 ha
- Otok Nelsons (dimenzija 2 km (istok-zopad) x 0.41 km, površina kopna 0.4 km2, s grmovima visine do 3 metra.

## Kartografija potopljenih grebena
Great Chagos Bank prvi je put istražio zapovjednik indijske mornarice Robert Moresby 1837. godine; sve druge karte koje će se crtati u sljedećih više od stoljeće i pol temeljene su na njegovoj karti. Iako su karte atola sastavljene od uglavnom grebena koji izranjanju iz mora, poput Peros Banhosa i Diega Garcie, bile relativno točne, kartografija golemih potonulih grebena koji tvore Veliku Chagosovu obalu pokazala se elikim izazovom. Pravi oblik ovih potonulih grebena bio je poznat tek kada su satelitske slike postale dostupne u drugom dijelu 20. stoljeća.
Moresbyjevi izvorni hidrografski crteži donekle su se razlikovali od pravog oblika potopljenog grebena, posebno u područjima gdje u blizini nije bilo otoka u nastajanju, kao na jugoistoku obale. Obrisi prvih hidrografskih istraživanja bili su označeni na navigacijskim kartama Chagosa iz 1980-ih točkastom linijom i legendom "postojanje upitno" do izdanja iz 1998. godine.

## Vanjske poveznice
- Oceandots - Great Chagos Bank Arhivirana inačica izvorne stranice od 23. prosinca 2010. (Wayback Machine)
- Geochronology of Basement Rocks from the Mascarene Plateau, the Chagos Bank and the Maldives Ridge